# Team CFE
Team CFE was een schaatsploeg die gesponsord werd door bouwonderneming CFE Nederland. Het bedrijf gaf in het seizoen 2008/2009 voornamelijk financiële ondersteuning. Vanaf 2009 sponsorde het bouwbedrijf het Gewest Noord-Holland/Utrecht en met ingang van seizoen 2010/2011 werd CFE cosponsor van 1nP, een commerciële schaatsploeg van Rutger Tijssen.

## Schaatsers
Team CFE bestond uit vier rijders:
- Ted-Jan Bloemen
- Janneke Ensing
- Inge van Essen
- Freddy Wennemars

Ook was CFE privé-sponsor van:
- Sanne Delfgou[3]